# Sebastiano Caboto
Sebastiano Gaboto (Venezia, tra il 1474 e il 1484 – Londra, 1557) è stato un navigatore, esploratore e cartografo italiano al servizio dell'Inghilterra e poi della Spagna, figlio del navigatore Giovanni Caboto.
Tra il 1508 e il 1509 guidò una spedizione per conto dell'Inghilterra per trovare un passaggio a nord-ovest mentre nel 1526, al servizio della Corona spagnola, viaggiò in Sud America dove esplorò il Rio de la Plata e i territori circostanti.

## Biografia

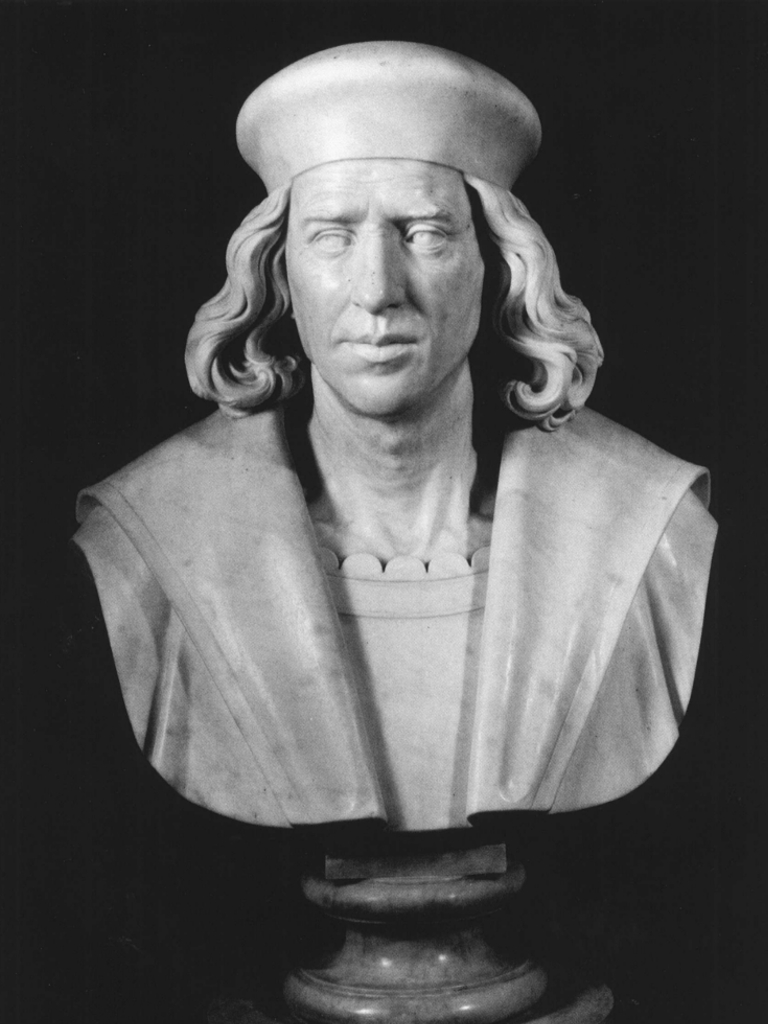
Busto di Sebastiano Caboto, opera di Antonio Bianchi. Il busto fa parte del Panteon Veneto, conservato presso Palazzo Loredan

### Nascita
Le informazioni sul luogo e la data di nascita di Sebastiano Caboto sono contrastanti e oggetto di dibattito. Sebastiano stesso raccontò di essere nato a Bristol e di essere andato a vivere a Venezia quando aveva quattro anni. In un'altra versione, disse al cardinale Gasparo Contarini, l'ambasciatore veneziano alla corte di Carlo V d'Asburgo di essere nato a Venezia, ma di essere stato educato in Inghilterra. Quest'ultima tesi è confermata anche dallo storico Pietro Martire d'Anghiera, conoscente di Sebastiano, il quale dice che Caboto nacque a Venezia ma fu portato dai genitori in Inghilterra quando era ancora un bambino.
Per quanto riguarda la data di nascita, dal racconto di Sebastiano stesso si deduce che fosse nato nei primi anni 1480. Lo storico James Williamson arrivò alla conclusione che Sebastiano non poteva essere nato più tardi del 1484. Esistono comunque fonti che ritengono la nascita di Sebastiano debba essere retrodatata al 1474 in quanto Sebastiano, per godere del privilegio reale di Enrico VII d'Inghilterra del 5 marzo 1496, avrebbe dovuto essere almeno maggiorenne.
Sebastiano era il figlio secondogenito di Giovanni Caboto essendo Luigi (Ludovico in altre fonti) il fratello maggiore mentre Santo il terzogenito.

### Il viaggio in Nord America con il padre (1497)
Con molta probabilità Sebastiano partecipò alla spedizione del padre Giovanni Caboto in cui quest'ultimo, partito da Bristol il 20 maggio 1497 a bordo della nave Matthew, toccò le coste del Nord America settentrionale. È controverso il luogo in cui Caboto approdò; infatti è incerto se fosse la Nuova Scozia o Terranova.
In un mappamondo a stampa del 1544 attribuito a Sebastiano Caboto e attualmente conservato alla Biblioteca nazionale di Francia compare una didascalia in spagnolo in cui si segnala che la "nuova terra" è stata scoperta da Sebastiano insieme a suo padre Giovanni nell'anno 1494 (segnato in numeri romani come MCCCCXCIV), anziché nel 1497. Secondo molti storici la datazione contrastante sarebbe dovuta a un errore di stampa.

### I primi incarichi con l'Inghilterra e la Spagna

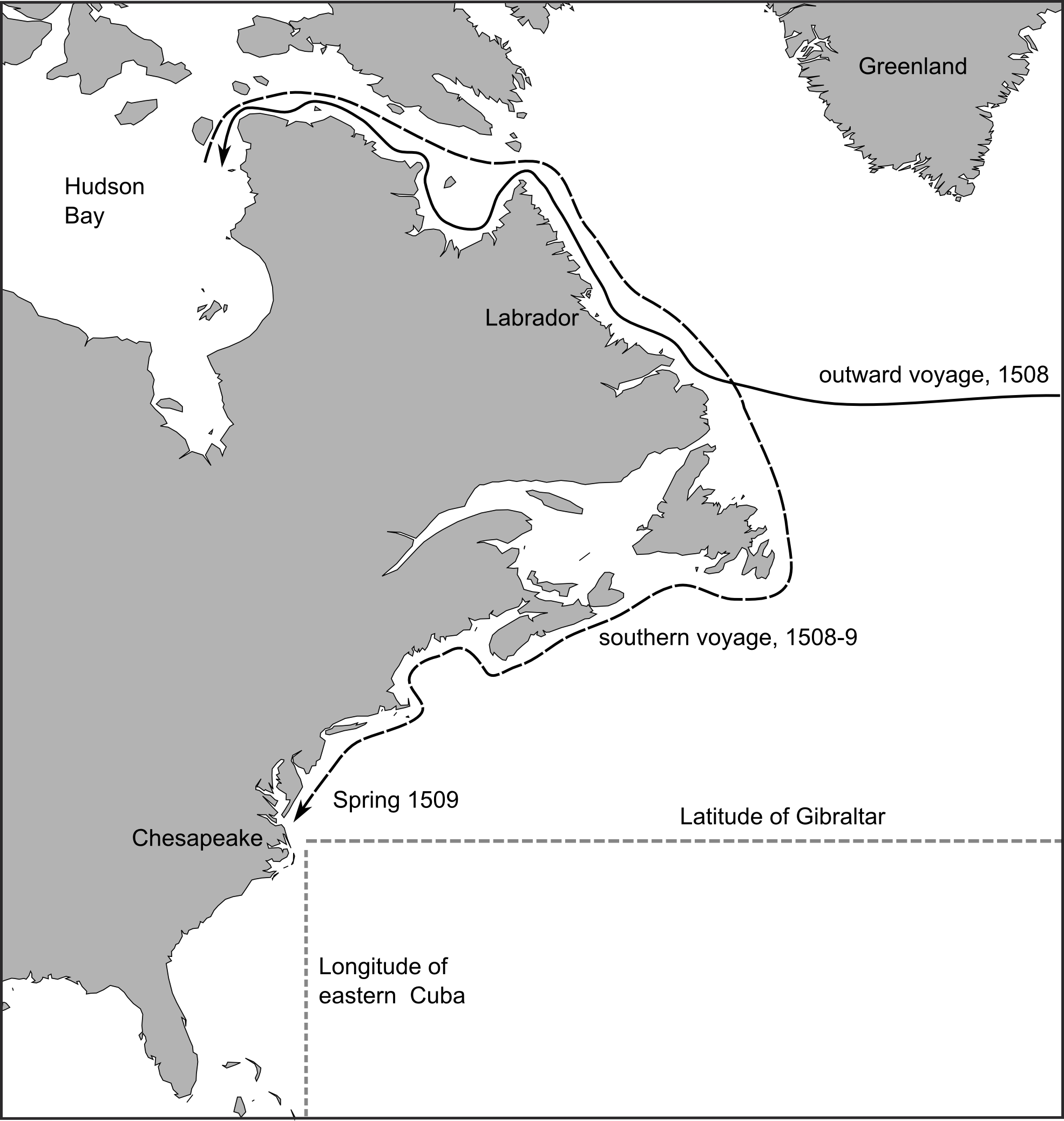
Mappa in inglese del viaggio in Nord America di Sebastiano Caboto del 1508.

Nel 1504 Sebastiano Caboto guidò una spedizione da Bristol al Nuovo Mondo, utilizzando due navi: Jesus of Bristol e Gabriel of Bristol. Queste erano state fornite da Richard Savery e Philip Ketyner e allestiti da Robert Thorne e Hugh Elyot. Al loro ritorno, trasportarono una certa quantità di pesce salato, il che suggerisce che il viaggio fosse almeno in parte commerciale e che altre spedizioni potrebbero aver incluso anche l'attività di pesca. A Caboto fu concessa un'annualità di 10 sterline il 3 aprile 1505 da Enrico VII per i servizi offerti nelle nuove terre fondate.
Nel 1509 partì da Bristol e si diresse verso Nord per cercare appunto il passaggio a Nord-Ovest. Non lo trovò ma in compenso esplorò le coste dell'America settentrionale dalla punta meridionale dell'isola di Baffin fino alla Florida.
Nel 1512 Sebastiano venne assunto da Enrico VIII d'Inghilterra come cartografo a Greenwich. Nello stesso anno venne nominato capitano da Ferdinando II di Aragona. Alla morte di Ferdinando II nel 1517 tornò in Inghilterra, dove cercò di vincere l'opposizione del Viceammiraglio Perte per una nuova spedizione. Nel 1522 tornò in Spagna, ove ebbe un nuovo incarico e assunse il grado di "Piloto Mayor de Castilla" nella "casa de Contratación" di Siviglia; di fatto divenne il cosmografo più importante del regno, responsabile del "Padrón Real", la carta del mondo di allora aggiornata con le notizie riportate da ogni spedizione che tornava dalle Indie Occidentali. In quel periodo offrì segretamente i suoi servigi anche a Venezia. Voleva trovare il passaggio a nord-ovest per la Cina.

### Il viaggio in Sud America
Il 4 marzo 1525 ricevette il grado di Capitano Generale della Spagna. Il 4 marzo 1525 gli fu affidato il comando di una flotta che doveva determinare dall'osservazione astronomica la precisa delimitazione del Trattato di Tordesillas, che definiva l'area dei monopoli spagnoli e portoghesi. La spedizione avrebbe dovuto anche trasportare i coloni nelle isole Molucche, nel Pacifico, per rafforzare le rivendicazioni spagnole nelle isole delle spezie. Questo viaggio fu ufficialmente annotato come una spedizione per la scoperta di Tarsis, Ofir, Catai orientale e Cipango (Giappone). Questa spedizione consisteva di quattro navi con 250 uomini e salpò da Sanlúcar de Barrameda il 3 aprile 1526.
Quando Caboto sbarcò con la sua spedizione in Brasile, tuttavia, raccolse voci sulla grande ricchezza del re Inca e sull'invasione quasi riuscita di Aleixo Garcia. Abbandonò quindi là il suo incarico ed esplorò l'interno del Río de la Plata lungo il confine settentrionale dell'attuale Argentina.
Caboto si era già guadagnato la disapprovazione del suo equipaggio bloccando la flotta in una fase di stasi e facendo incagliare l'ammiraglia al largo dell'isola di Santa Catarina. La sua decisione riguardo al Río de la Plata portò alla resistenza aperta di Martin Méndez (suo luogotenente generale), Miguel de Rodas (pilota della Capitana) e Francisco de Rojas (capitano di una delle altre navi). Affrontò l'ammutinamento abbandonando questi uomini e altri ufficiali sull'isola di Santa Catarina, dove si crede che siano morti tutti ad eccezione di de Rojas che riparò a San Vincente e che sarebbe stato incontrato da Caboto nel suo viaggio di ritorno due anni più tardi.
Nella zona dell'attuale città argentina di Santa Fe fondò un villaggio fortificato, detto di Sancti Spiritu (Santo Spirito). Rimase nella zona per vari anni, esplorando alcuni fiumi delle vicinanze e facendo osservazioni di carattere naturalistico. I suoi luogotenenti Francisco César, Francisco de Rojas, Martín Méndez e Miguel de Rodas si inoltrarono all'interno alla ricerca del favoloso regno del Perù, ma arrivarono, forse, solo nella zona dell'attuale Bolivia.

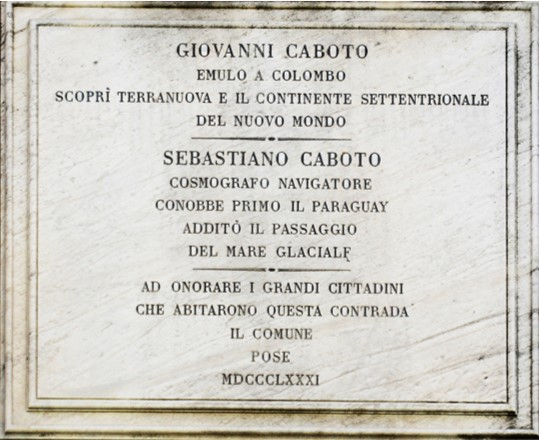
Lapide in ricordo di Caboto Sebastiano e Giovanni a Venezia.

Caboto navigò nell'ampio Río de la Plata e trascorse cinque mesi esplorandone l'ampioestuario. Fece erigere un forte, chiamato San Salvador, al confine fra l'Uruguay e il Río San Salvador. Questo fu il primo insediamento spagnolo nell'odierno Uruguay.
Lasciando lì le due navi più grandi risalì il fiume Paraná con il brigantino e una galea costruita a Santa Catarina. Il suo residuo equipaggio costruì un altro piccolo forte, chiamato Santo o Espíritu Santo, alla confluenza del Paraná e del Río Carcarañá. Questo fu il primo insediamento veneto-spagnolo nell'attuale Argentina; la città di Gaboto fu poi costruita nelle vicinanze e chiamata così in suo onore. Caboto tornò a San Salvador, perdendo diciotto uomini in un'imboscata, superando la spedizione di Diego García de Moguer allora in corso.
Come risultato di questo incontro Caboto rimandò una nave in Spagna. La Trinidad salpò l'8 luglio 1528 con i suoi rapporti, le accuse contro gli ammutinati e richieste di ulteriori aiuti. Nella primavera del 1529 tornò a monte di Espíritu Santo, che scoprì essere stato sopraffatto e bruciato dagli indigeni durante la sua assenza. Recuperò il cannone e tornò a San Salvador.
Nell'agosto del 1530 il villaggio che aveva fatto costruire venne distrutto dai nativi, così decise di rientrare in Spagna. Caboto navigò lungo la costa fino a São Vicente, dove acquisì cinquanta schiavi e ritrovò Francisco de Rojas, unico sopravvissuto degli ammutinati, al quale diede la possibilità di rientrare con lui in Spagna. Caboto viaggiò lungo la costa del Brasile prima di attraversare l'Atlantico, raggiungendo Siviglia il 22 luglio 1530, con una sola nave e ventiquattro uomini.
Fu chiamato in giudizio con l'accusa, provenuta dalla Corona, da de Rojas e dalle famiglie di Rodas e Méndez, di disobbedienza, di cattiva amministrazione e di aver causato la morte di ufficiali sotto il suo comando. Il processo si concluse nel febbraio 1532 con la condanna di Caboto a pesanti multe e a due anni di reclusione a Orano, in Nord Africa. Cadde inascoltata una sua richiesta al re Carlo V di organizzare un'altra spedizione in Asia orientale progettata per l'autunno del 1532, anche perché in quel periodo Carlo V aveva concesso a Francisco Pizarro l'autorizzazione alla conquista del Perù.

### Anni a seguire e morte
Il suo esilio in Nord Africa fu presto condonato e Caboto mantenne il titolo di Piloto Mayor fino al 1547 o al 1548. Pur abbandonando la navigazione, in questi anni Sebastiano continuò ad occuparsi di cartografia e in particolare all'aggiornamento del Padrón Real, la carta ufficiale spagnola delle navigazioni. Dell'attività di questo periodo ci è pervenuto il già citato mappamondo a stampa del 1544 e da molti attribuito a Sebastiano Caboto sebbene i numerosi errori geografici abbiano spinto diversi storici a dubitarne la paternità del navigatore.
Tra il 1548 e il 1550 lasciò la Spagna ritornando in Inghilterra, dove pare che abbia esercitato la funzione di consulente e supervisore geografico di questioni marittime presso la corte del re Edoardo VI, il quale gli garantì una cospicua pensione. Nel frattempo Caboto aveva riaperto le trattative con Venezia offrendole i suoi servigi, probabilmente in cambio della restituzione delle proprietà di famiglia in territorio veneto.
Sebastiano Caboto fu tra i fondatori e poi governatori della società commerciale inglese Company of Merchant Adventurers to New Lands, che si proponeva di raggiungere l'estremo oriente da un passaggio nord-est partendo dall'Inghilterra. Nell'ambito di questo progetto nel 1553 aiutò ad organizzare una spedizione guidata da Sir Hugh Willoughby and Richard Chancellor. Nel 1555 fu costituita una nuova compagnia, la Compagnia di Mosca, di cui Caboto fu nominato governatore a vita. La Compagnia di Mosca ebbe molto successo inaugurando un duraturo rapporto commerciale tra Inghilterra e Russia.
Morì a Londra nell'autunno del 1557.

## Riconoscimenti
- Un alto rilievo in bronzo rappresentante Sebastiano Caboto davanti al re Enrico VII (1856), opera dello scultore William Theed il giovane, si trova nel palazzo di Westminster a Londra[5].
- Una cannoniera costruita nel cantiere navale di Palermo tra il 1911 e il 1913 gli è stata intitolata.
- Un faro inaugurato nel 1927 alla foce del fiume San Juan nel dipartimento di Colonia in Uruguay, gli è stata intitolato

## Reputazione
Dal tardo XVI secolo fino alla metà del XIX secolo gli storici credevano che fosse stato Sebastiano Caboto, piuttosto che suo padre Giovanni, a guidare le famose spedizioni partite da Bristol verso la fine degli anni 1490 che portarono alla scoperta europea (o meglio riscoperta, dopo le spedizioni dei Vichinghi), del Nord America. Questo errore sembra essere stato attribuito ai resoconti di Sebastiano nella sua vecchiaia. Le conseguenze furono che l'influente scrittore geografico Richard Hakluyt rappresentò suo padre Giovanni Caboto come prestanome per le spedizioni e suggerì che era stato Sebastiano a guidarle effettivamente.
Quando i nuovi ritrovamenti d'archivio nel XIX secolo dimostrarono che non era così la figura di Sebastiano Caboto fu rivalutata in negativo. Sebastiano venne denigrato e più volte descritto, in particolare da Henry Harrisse, come un impostore e un ciarlatano che si era volontariamente attribuito i meriti del padre.